# Ophiorrhiza medogensis
Ophiorrhiza medogensis är en måreväxtart som beskrevs av Hen Li. Ophiorrhiza medogensis ingår i släktet Ophiorrhiza och familjen måreväxter. Inga underarter finns listade i Catalogue of Life.